# Профсоюзная (станция метро, Минск)
«Профсоюзная» (бел. Прафсаюзная) — строящаяся станция Зеленолужской линии Минского метрополитена. Станция будет располагаться в Центральном районе Минска, рядом с пересечением улицы Мельникайте и проспекта Победителей. Название станция получила по расположенному рядом зданию Федерации профсоюзов Беларуси. Ориентировочный срок завершения строительства — 2028—2029 годы.

## История
Промежуточная станция в месте пересечения третьей линии метрополитена с Парковой магистралью (название нынешнего проспекта Победителей до 1980 года) предусматривалась, начиная с самых ранних проектов развития Минского метрополитена 1970—1980-х годов.
В соответствии со схемой линий метрополитена города Минска 1992 года на пересечении улицы Мельникайте и проспекта Машерова была запланирована станция с проектным названием «Проспект Машерова». После того, как в 2005 году проспект Машерова был переименован в проспект Победителей, в качестве рабочего названия станции на схемах развития метрополитена стало использоваться название «Проспект Победителей».
В 2015 году топонимическая комиссия Мингорисполкома вынесла на обсуждение наименования станций третьей линии метрополитена, в которых для станции на пересечении улиц Заславская, Мельникайте и проспекта Победителей было предложено название «Профсоюзная», в честь рядом расположенного Дома профессиональных союзов. Несмотря на предложенные в процессе обсуждения альтернативные названия «Татарская Слобода» по названию исторического предместья Минска, либо «Заславская» по рядом расположенной улице и неофициальному названию микрорайона, в 2016 году Мингорисполкомом было утверждено название «Профсоюзная».

## Строительство
Станция «Профсоюзная» будет строиться в составе первой очереди второго участка Зеленолужской линии, вместе со станциями «Переспа», «Комаровская» и «Парк Дружбы народов». В ноябре 2022 года была завершена разработка проекта инженерной подготовки данного участка. На время строительство станции проезд по улице Мельникайте будет ограничен, для подъезда к соцобъектам, административным зданиям и жилым домам будут сооружены временные объезды. Все подготовительные работы по переносу инженерных коммуникаций и строительству объездов планируется выполнить в период с 2023 по 2025 годы.
В непосредственной близости от станции «Профсоюзная» трасса метрополитена будет пересекать реку Свислочь. Для защиты перегонных тоннелей от поступления воды и проседания грунта участок русла, проходящий непосредственно над тоннелями планируется заключить в бетонный лоток толщиной 50 см. Расстояние от дна реки до верха перегонных тоннелей составит около 5 метров.

## Конструкция и оформление
Станция «Профсоюзная» спроектирована как колонная трёхпролётная станция мелкого заложения с одним центральным вестибюлем, расположенным над платформой. Спуск на платформу будет осуществляться по двум эскалаторным группам. На одном из спусков между эскалаторами будет размещаться дополнительная лестница, на противоположном спуске — лифт для маломобильных групп населения. Как и на всех прочих станциях Зеленолужской линии, платформа станции «Профсоюзная» будет оснащена защитными экранами с автоматическими дверями.
Особенностью оформления будет широкое использование лицевого тонированного бетона со светодиодной подсветкой, изменяющей цвет в течение дня. Для облицовки стен и полов используют также материалы из керамогранита, стекла и металла. На станции «Профсоюзная» будет применена желтая цветовая гамма. На торцах платформы разместятся графические изображения выполненные на стекле при помощи печати типа «триплекс». Также будут использоваться интерактивные панно, на которых художественные графические изображения будут отображаться в изменяемом режиме.